# Taifa de Granada
La Taifa de Granada, o Reino zirí de Granada, fue un reino independiente musulmán que surgió en al-Ándalus en 1013, a raíz de la desintegración que venía sufriendo el Califato de Córdoba desde 1009, y que desapareció al ser conquistado por los almorávides en 1090, perteneciendo cronológicamente a los primeros reinos de taifas.

## Historia

### Reinado de Zawi ben Ziri (1013 -1019)
Los Banu Ziri, familia bereber encabezada por Zawi ben Ziri, en 1013 se hizo con el control de la Cora de Elvira, cuya capital era Medina Elvira, y constituyeron la taifa de Granada. Como la ciudad de Elvira se encontraba en un emplazamiento de difícil defensa, Zawi ben Ziri decidió trasladar la capital del reino taifa a Medina Garnata, la actual Granada. En 1019, Zawi dejó Granada con la intención de hacerse con el gobierno de Ifriquiya, región norteafricana de la que era oriundo, aprovechando que el rey había fallecido y su heredero era menor de edad. Esta decisión le supuso la pérdida del trono granadino a manos de su sobrino Habús ben Maksan y la muerte por envenenamiento.

### Reinado de Habús ben Maksan (1019-1038)
El reinado de Habús ben Maksan supuso un gran desarrollo político, cultural y económico de la taifa de Granada, en el que tuvo un gran protagonismo el poeta y filósofo sefardí Samuel ben Nagrela, que en 1030 fue nombrado visir y que progresivamente se convirtió en el verdadero gobernante de la taifa hasta su muerte en 1057. En este periodo, el territorio de la taifa se extendió hacia el norte, abarcando buena parte de la antigua cora de Yayyan.

### Reinado de Badis ben Habús (1038-1073)

Taifas en 1037.

A Habús ben Maksan le sucedió en el trono su hijo Badis ben Habús, aunque una parte de la corte granadina apoyó a su sobrino Yaddair ben Hubasa, quien organizó una conjura para hacerse con el trono, que fracasó gracias a Samuel ben Nagrela, que al avisar al rey logró reforzar su posición en el reino.
En 1038 el enfrentamiento de Badis ben Habús con Zuhair, rey de la taifa de Almería, permitió al monarca zirí hacerse con parte del territorio de la taifa almeriense. Al año siguiente logró frenar las ansias expansionistas de Abú ul-Cásim, rey de la taifa de Sevilla, al derrotarlo en Écija en coalición con la Taifa de Málaga y la Taifa de Badajoz. 
En 1057 conquistó la taifa de Málaga anexionándola a su reino y colocando como gobernador a su hijo primogénito Buluggin ben Badis, quien sin embargo no llegaría a suceder a su padre al frente de la taifa granadina, ya que murió envenado en 1064 al parecer por orden de José ben Nagrela, quien había sucedido como visir a su padre Samuel. La muerte del primogénito colocó a su segundo hijo Maksan ben Badis como heredero al trono, pero nuevamente las intrigas del visir José ben Nagrela hicieron que Maksan fuera desterrado a Jaén donde se declaró rey independiente. José siguió conspirando contra Badis ben Habús y, en 1066, llegó a un acuerdo con el rey de la taifa de Almería, Muhammad ben Ma’n al-Mu’tasin para que este se hiciera con Granada. La conspiración llegó a oídos del pueblo que se levantó asesinando al visir José y a la mayor parte de población judía de la ciudad. 
Tras la muerte del visir José, el cargó fue ocupado sucesivamente por el árabe Al-Naya y tras el asesinato de este por el mozárabe Abú-l-Rabí, quien maniobró con éxito para que Badis ben Habús no nombrará sucesor a su hijo Maksan, quien ya había perdido Jaén a manos de los sevillanos y que se encontraba refugiado en la taifa de Toledo, sino a su nieto Abd’Allah ben Buluggin.

### Reinado de Abd’Allah ben Buluggin (1073 -1090)

Los reinos de taifas hacia 1080.

A la muerte de Badis ben Habús en 1073, descartado como sucesor su hijo Marksan, los dos aspirantes al trono fueron sus nietos Tamim y Abd’Allah. Este último sería quien lograría el trono, ya que a pesar de ser más joven que su hermano Tamim, su juventud lo hacía más fácilmente manejable por el visir. Además Tamim residía en Málaga, donde se declaró rey independiente al no conseguir el trono granadino.
El reinado de Abd’Allah se inició sufriendo la presión que ejercían sobre la taifa granadina tanto Alfonso VI de León y Castilla como Al-Mu'tamid, el rey de la taifa de Sevilla, que unieron sus fuerzas cuando Abd’Allah se negó a pagar las parias al rey leonés y castellano. La toma de Córdoba en 1075 por Al-Mamún, rey de la taifa de Toledo, supuso un alivio en la presión militar que estaba sufriendo la taifa de Granada. No obstante está presión volvió a acrecentarse tras la conquista de Córdoba por Al-Mu'tamid en 1077, que llevó a Abd’Allah a aceptar el pago de parias a Alfonso VI en 1078.
En 1082 la taifa de Granada sufrió una nueva agresión desde la taifa de Málaga, gobernada por Tamim ben Bullugin. Abd’Allah organizó un fuerte ejército y tras tomar numerosos castillos sitió la propia ciudad de Málaga, obligando a su hermano a pedirle perdón y haciéndose con parte del territorio malagueño.
En 1085 Alfonso VI tomó Toledo, provocando esto que Abd’Allah y los reyes de las taifas de Sevilla y Badajoz, solicitaran el auxilio de los almorávides, quienes entraron en la península ibérica en 1086 a través de Algeciras, derrotando al rey leones y castellano en la batalla de Zalaca. Tras la victoria, viendo los almorávides la gran debilidad de las taifas causada por sus continuas disputas, se enfrentaron a ellas, siendo conquistada la de Granada en 1090.